# Pangeo (mitologia)
Pangeo, nella mitologia greca, fu un giovane cresciuto in Tracia.
Suo padre era il dio Ares, che si giacque con Critobule in Tracia, e lo diede alla luce. Pangeo violentò involontariamente la propria figlia e, colto dal rimorso, si trafisse con la sua spada sulla montagna che poi da lui prese il nome, il Pangeo. 